# جیمز مایکل اسکات
جیمز مایکل اسکات (انگلیسی: Mike Scott؛ زادهٔ ۱۶ ژوئیهٔ ۱۹۸۸) بازیکن بسکتبال اهل ایالات متحده آمریکا است.

## حرفه
از باشگاه‌هایی که در آن بازی کرده‌است می‌توان به فیلادلفیا سونتی‌سیکسرز، لس آنجلس کلیپرز، و آتلانتا هاوکس اشاره کرد.